# 야나기 고타로
야나기 코타로(柳 浩太郎, 1985년 12월 21일 ~ ) 일본의 남성 배우로 베를린 출신이다.
2003년에 뮤지컬 《테니스의 왕자》에서 에치젠 료마 역으로 데뷔하였으며, 와타나베 엔터테인먼트의 배우 그룹 D-BOYS의 멤버이다.